# Grand Prix automobile de Belgique 2009
GP précédent GP suivant
Le Grand Prix automobile de Belgique 2009 (2009 Formula 1 ING Belgian Grand Prix), disputé sur le circuit de Spa-Francorchamps le 30 aout 2009, est la 815e course du championnat du monde de Formule 1 courue depuis 1950 et la douzième manche du championnat 2009.

## Essais libres

### Vendredi matin

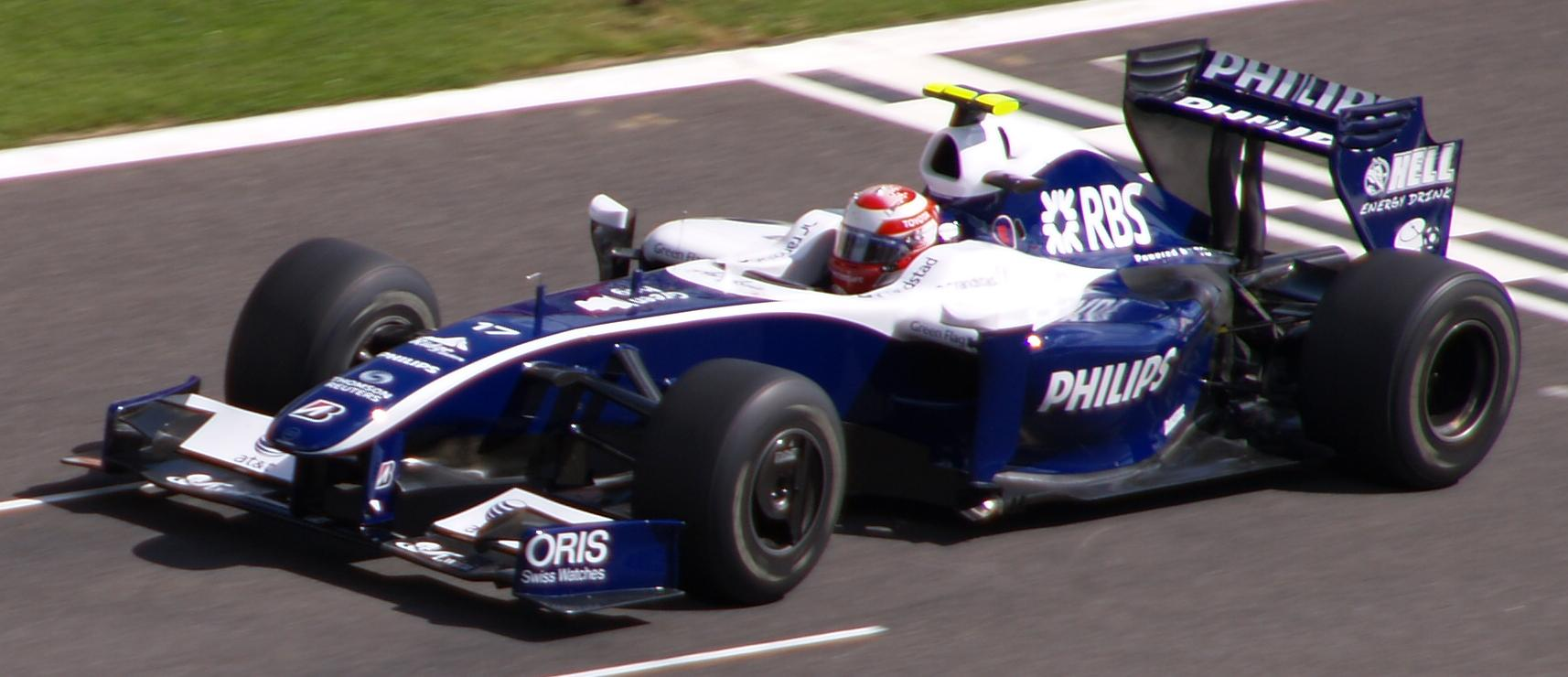
Kazuki Nakajima sur le circuit de Spa

| Pos | Pilote             | Voiture            | Chrono         | Écart   |
| --- | ------------------ | ------------------ | -------------- | ------- |
| 1   | Jarno Trulli       | Toyota             | 1 min 49 s 675 |         |
| 2   | Jenson Button      | Brawn-Mercedes     | 1 min 50 s 283 | 0 s 608 |
| 3   | Fernando Alonso    | Renault            | 1 min 50 s 368 | 0 s 695 |
| 4   | Sébastien Buemi    | Toro Rosso-Ferrari | 1 min 51 s 045 | 1 s 370 |
| 5   | Jaime Alguersuari  | Toro Rosso-Ferrari | 1 min 51 s 529 | 1 s 884 |
| 6   | Rubens Barrichello | Brawn-Mercedes     | 1 min 52 s 321 | 2 s 676 |

### Vendredi après-midi

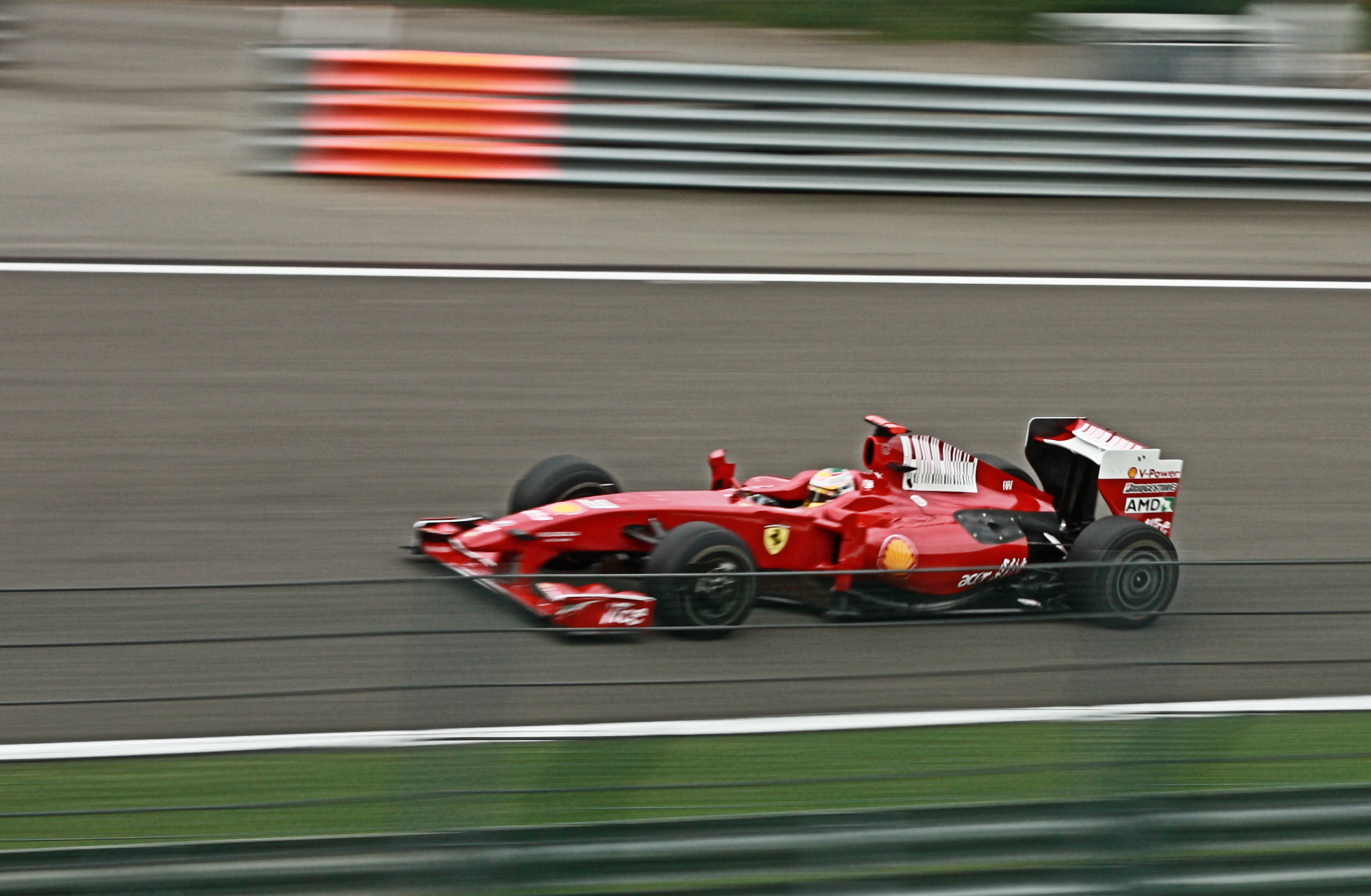
Luca Badoer lors de son dernier Grand Prix

| Pos | Pilote               | Voiture              | Chrono         | Écart   |
| --- | -------------------- | -------------------- | -------------- | ------- |
| 1   | Lewis Hamilton       | McLaren-Mercedes     | 1 min 47 s 201 |         |
| 2   | Timo Glock           | Toyota               | 1 min 47 s 217 | 0 s 016 |
| 3   | Kimi Räikkönen       | Ferrari              | 1 min 47 s 285 | 0 s 084 |
| 4   | Mark Webber          | Red Bull-Renault     | 1 min 47 s 329 | 0 s 128 |
| 5   | Romain Grosjean      | Renault              | 1 min 47 s 333 | 0 s 132 |
| 6   | Giancarlo Fisichella | Force India-Mercedes | 1 min 47 s 506 | 0 s 305 |

### Samedi matin

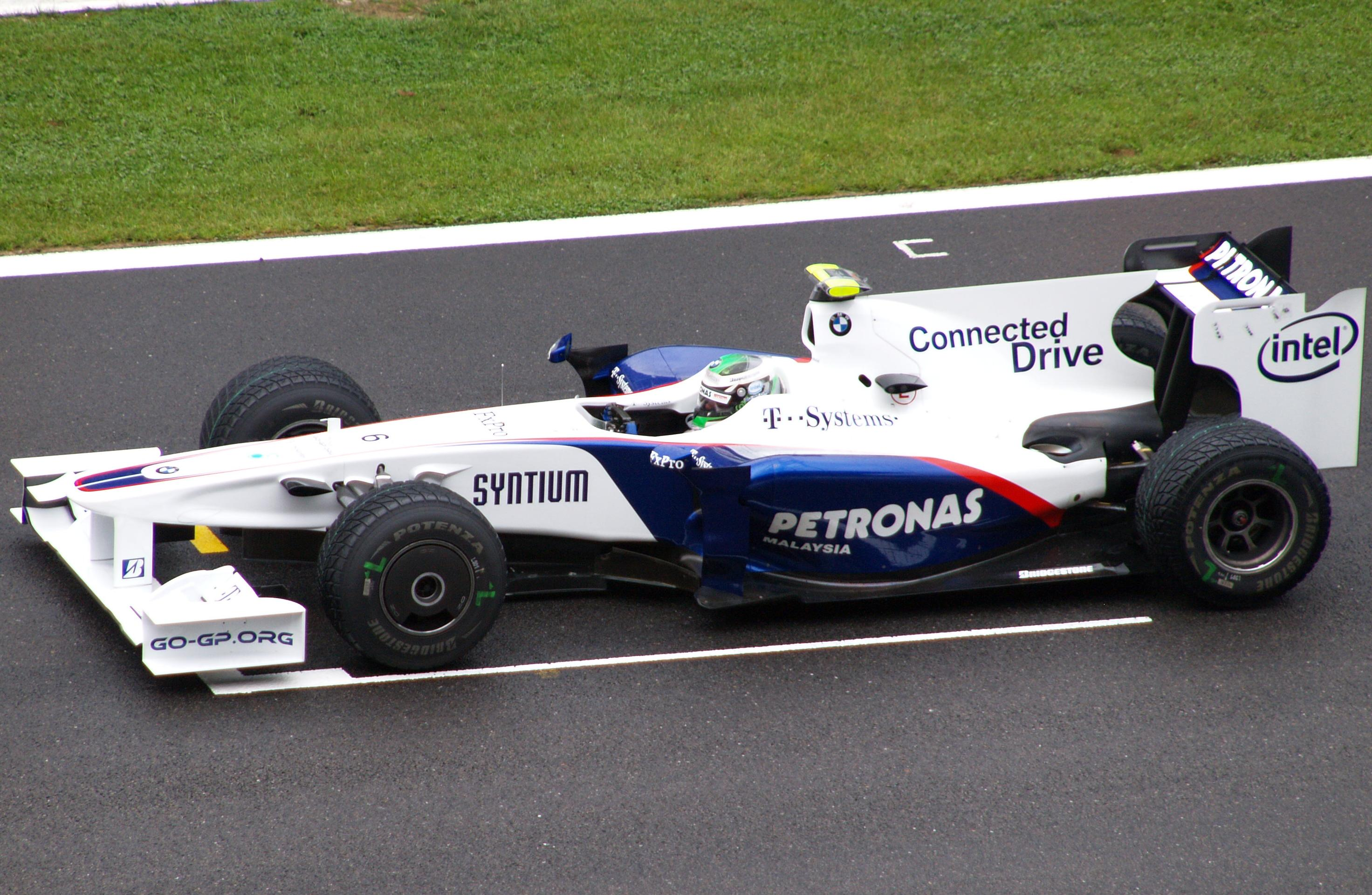
Nick Heidfeld chaussé en pneus pluie

| Pos | Pilote          | Voiture              | Chrono         | Écart   |
| --- | --------------- | -------------------- | -------------- | ------- |
| 1   | Nick Heidfeld   | BMW Sauber           | 1 min 45 s 388 |         |
| 2   | Jarno Trulli    | Toyota               | 1 min 45 s 462 | 0 s 074 |
| 3   | Adrian Sutil    | Force India-Mercedes | 1 min 45 s 677 | 0 s 289 |
| 4   | Romain Grosjean | Renault              | 1 min 45 s 878 | 0 s 490 |
| 5   | Timo Glock      | Toyota               | 1 min 45 s 908 | 0 s 520 |
| 6   | Robert Kubica   | BMW Sauber           | 1 min 45 s 987 | 0 s 599 |

## Grille de départ
| Pos | Pilote                | Écurie               | Qualifications 1 | Qualifications 2 | Qualifications 3 | Poids des monoplaces |
| --- | --------------------- | -------------------- | ---------------- | ---------------- | ---------------- | -------------------- |
| 1   | Giancarlo Fisichella  | Force India-Mercedes | 1 min 45 s 102   | 1 min 44 s 667   | 1 min 46 s 308   | 648,0 kg             |
| 2   | Jarno Trulli          | Toyota               | 1 min 45 s 140   | 1 min 44 s 503   | 1 min 46 s 395   | 656,5 kg             |
| 3   | Nick Heidfeld         | BMW Sauber           | 1 min 45 s 566   | 1 min 44 s 709   | 1 min 46 s 500   | 655,0 kg             |
| 4   | Rubens Barrichello    | Brawn-Mercedes       | 1 min 45 s 237   | 1 min 44 s 834   | 1 min 46 s 513   | 644,5 kg             |
| 5   | Robert Kubica         | BMW Sauber           | 1 min 45 s 655   | 1 min 44 s 557   | 1 min 46 s 586   | 649,0 kg             |
| 6   | Kimi RäikkönenSREC    | Ferrari              | 1 min 45 s 579   | 1 min 44 s 953   | 1 min 46 s 633   | 655,0 kg             |
| 7   | Timo Glock            | Toyota               | 1 min 45 s 450   | 1 min 44 s 877   | 1 min 46 s 677   | 648,5 kg             |
| 8   | Sebastian Vettel      | Red Bull-Renault     | 1 min 45 s 372   | 1 min 44 s 592   | 1 min 46 s 761   | 662,5 kg             |
| 9   | Mark Webber           | Red Bull-Renault     | 1 min 45 s 350   | 1 min 44 s 924   | 1 min 46 s 788   | 658,0 kg             |
| 10  | Nico Rosberg          | Williams-Toyota      | 1 min 45 s 486   | 1 min 45 s 047   | 1 min 47 s 362   | 670,0 kg             |
| 11  | Adrian Sutil          | Force India-Mercedes | 1 min 45 s 239   | 1 min 45 s 119   |                  | 678,5 kg             |
| 12  | Lewis HamiltonSREC    | McLaren-Mercedes     | 1 min 45 s 767   | 1 min 45 s 122   |                  | 693,5 kg             |
| 13  | Fernando Alonso       | Renault              | 1 min 45 s 707   | 1 min 45 s 136   |                  | 684,4 kg             |
| 14  | Jenson Button         | Brawn-Mercedes       | 1 min 45 s 761   | 1 min 45 s 251   |                  | 694,2 kg             |
| 15  | Heikki KovalainenSREC | McLaren-Mercedes     | 1 min 45 s 705   | 1 min 45 s 259   |                  | 697,0 kg             |
| 16  | Sébastien Buemi       | Toro Rosso-Ferrari   | 1 min 45 s 951   |                  |                  | 685,0 kg             |
| 17  | Jaime Alguersuari     | Toro Rosso-Ferrari   | 1 min 46 s 302   |                  |                  | 704,5 kg             |
| 18  | Kazuki Nakajima       | Williams-Toyota      | 1 min 46 s 307   |                  |                  | 706,1 kg             |
| 19  | Romain Grosjean       | Renault              | 1 min 46 s 359   |                  |                  | 704,7 kg             |
| 20  | Luca BadoerSREC       | Ferrari              | 1 min 46 s 957   |                  |                  | 691,5 kg             |

- Les pilotes prenant part aux essais avec le SREC sont signalés par la mention SREC.

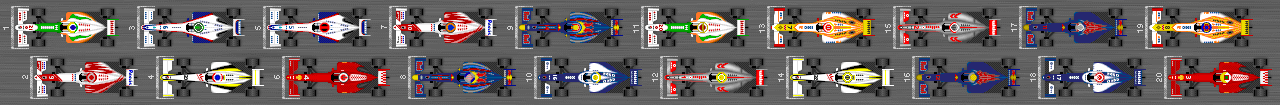
La grille de départ du Grand Prix.

## Course

### Déroulement de l'épreuve
Le départ est donné sous un ciel bleu et quelques rayons de soleil tandis que le thermomètre affiche 17 °C dans l’air et 30 °C sur la piste. À l’extinction des feux, les pilotes munis du SREC tentent de prendre le meilleur sur leurs adversaires avant d’aborder l’épingle de la Source. Giancarlo Fisichella, qui a signé la veille la première pole position de son écurie Force India, préserve sa première place malgré les bons départs de Robert Kubica et Kimi Räikkönen. Au freinage des Combes, le Finlandais parvient à prendre l'avantage sur Robert Kubica qui avait gagné deux places au premier virage en profitant de la bataille entre Jarno Trulli et Nick Heidfeld. La course n'avait commencé que depuis quelques secondes que, dans le peloton, un contact entre Jenson Button et Romain Grosjean qui tentait de doubler le pilote britannique par l’intérieur, provoque un accident dont Lewis Hamilton et Jaime Alguersuari font aussi les frais: les quatre pilotes abandonnent tandis que la voiture de sécurité entre en piste.
Jarno Trulli, Rubens Barrichello et Adrian Sutil sont contraints de passer par les stands après ce premier tour agité et repartent en queue de peloton. À la relance, Räikkönen utilise son SREC dans la ligne droite de Kemmel pour ravir les commandes de la course à Fisichella. Après dix tours, Räikkönen mène devant Fisichella à moins de 2 secondes, Robert Kubica à 4 s, Timo Glock à 7 s, Mark Webber à 8 s, Nick Heidfeld à 10 s, Sebastian Vettel à 13 s, Nico Rosberg à 16 secondes...
Kubica et Glock sont les premiers à ravitailler au 11e passage mais un problème pendant le ravitaillement en essence met fin aux espoirs du pilote allemand de bien terminer la course. Räikkönen, Fisichella, Webber et Heidfeld stoppent au tour suivant. Webber écope alors d’un « drive-through » pour avoir failli accrocher Heidfeld lors de la sortie de la voie des stands. À l’issue de la première vague d’arrêts, Räikkönen retrouve la première place, mais reste sous la menace directe de Fisichella qui réduit peu à peu l’écart. Fernando Alonso est contraint à l’abandon au 25e tour alors que ses mécaniciens n’arrivent pas à fixer correctement sa roue avant gauche: celle-ci ayant été endommagée lors d'un accrochage avec Sutil au départ.
À quinze tours du but, Räikkönen devance toujours Fisichella d'une seconde, Kubica de 7 s, Vettel de 11 s, Heidfeld de 14 s, Rosberg de 31 s, Glock de 32 s, Webber de 33 s, Kovalainen de 38 s et Sébastien Buemi de 39 s. La seconde série de ravitaillements permet à Vettel de passer devant Kubica. En fin de course, Kubica doit faire face au retour de son coéquipier mais le Polonais parvient sans trop de problèmes à conserver sa quatrième place.
Räikkönen signe sa 18e victoire, la première de la saison, la quatrième sur le toboggan des Ardennes. Fisichella, en montant sur le 19e podium de sa carrière, inscrit les premiers points de son écurie Force India. Vettel, auteur du meilleur tour en course, grimpe sur la troisième marche du podium. En se classant quatrième et cinquième, les pilotes BMW Sauber donnent 9 points à leur écurie. Heikki Kovalainen, qui n’a effectué qu’un seul arrêt, termine sixième devant Rubens Barrichello qui réussit à rejoindre l’arrivée malgré une fuite d’huile (la monoplace rejoint les stands en flammes). Rosberg récolte le dernier point mis en jeu et termine dans les points pour la huitième fois consécutive.

### Classement de la course
| Pos  | No | Pilote                | Écurie               | Tours | Temps/Abandon                    | Grille | Points |
| ---- | -- | --------------------- | -------------------- | ----- | -------------------------------- | ------ | ------ |
| 1    | 4  | Kimi RäikkönenSREC    | Ferrari              | 44    | 1 h 23 min 50 s 995 (220,5 km/h) | 6      | 10     |
| 2    | 21 | Giancarlo Fisichella  | Force India-Mercedes | 44    | + 0 s 939                        | 1      | 8      |
| 3    | 15 | Sebastian Vettel      | Red Bull-Renault     | 44    | + 3 s 875                        | 8      | 6      |
| 4    | 5  | Robert Kubica         | BMW Sauber           | 44    | + 9 s 966                        | 5      | 5      |
| 5    | 6  | Nick Heidfeld         | BMW Sauber           | 44    | + 11 s 276                       | 3      | 4      |
| 6    | 2  | Heikki KovalainenSREC | McLaren-Mercedes     | 44    | + 32 s 763                       | 15     | 3      |
| 7    | 23 | Rubens Barrichello    | Brawn-Mercedes       | 44    | + 35 s 461                       | 4      | 2      |
| 8    | 16 | Nico Rosberg          | Williams-Toyota      | 44    | + 36 s 208                       | 10     | 1      |
| 9    | 14 | Mark Webber           | Red Bull-Renault     | 44    | + 36 s 959                       | 9      |        |
| 10   | 10 | Timo Glock            | Toyota               | 44    | + 41 s 490                       | 7      |        |
| 11   | 20 | Adrian Sutil          | Force India-Mercedes | 44    | + 42 s 636                       | 11     |        |
| 12   | 12 | Sébastien Buemi       | Toro Rosso-Ferrari   | 44    | + 46 s 106                       | 16     |        |
| 13   | 17 | Kazuki Nakajima       | Williams-Toyota      | 44    | + 54 s 241                       | 18     |        |
| 14   | 3  | Luca BadoerSREC       | Ferrari              | 44    | + 1 min 38 s 177                 | 20     |        |
| Abd. | 7  | Fernando Alonso       | Renault              | 26    | Axe de roue                      | 13     |        |
| Abd. | 9  | Jarno Trulli          | Toyota               | 21    | Pompe à essence                  | 2      |        |
| Abd. | 1  | Lewis HamiltonSREC    | McLaren-Mercedes     | 0     | Accident                         | 12     |        |
| Abd. | 11 | Jaime Alguersuari     | Toro Rosso-Ferrari   | 0     | Accident                         | 17     |        |
| Abd. | 22 | Jenson Button         | Brawn-Mercedes       | 0     | Accident                         | 14     |        |
| Abd. | 8  | Romain Grosjean       | Renault              | 0     | Accident                         | 19     |        |

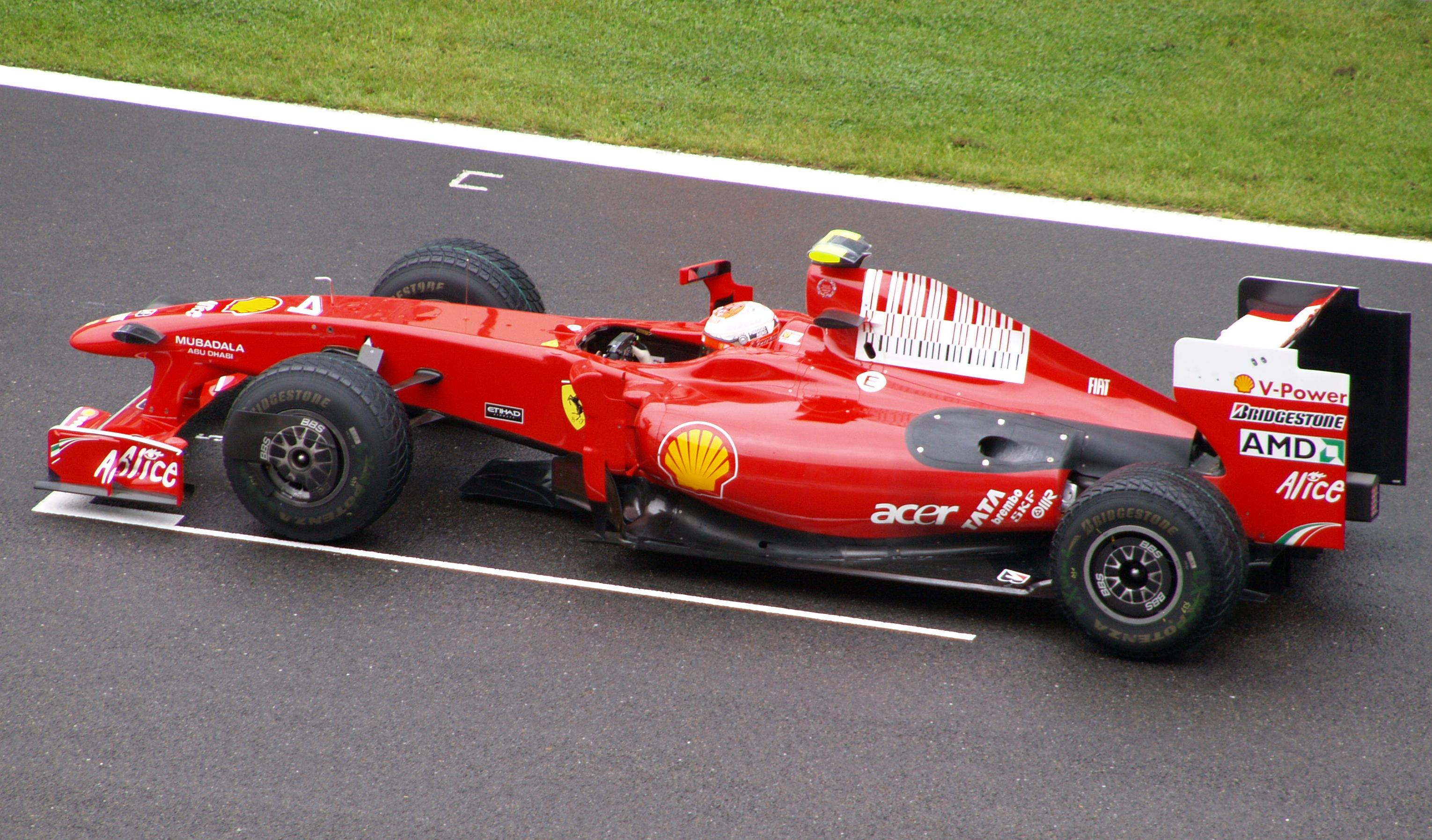
Kimi Räikkönen remporte la de sa carrière

- Les pilotes prenant part au Grand Prix avec le SREC sont signalés par la mention SREC.

### Pole position et record du tour
- Pole position :  Giancarlo Fisichella (Force India-Mercedes) en 1 min 46 s 308 (237,183 km/h). Le meilleur temps des qualifications a été quant à lui réalisé par Jarno Trulli, lors de la Q2, en 1 min 44 s 503.
- Meilleur tour en course :  Sebastian Vettel (Red Bull-Renault) en 1 min 47 s 263	 (235,071 km/h) au trente-huitième tour.

### Tours en tête
- Giancarlo Fisichella (Force India-Mercedes) : 4 tours (1-4)
- Kimi Räikkönen (Ferrari) : 33 tours (5-14 / 18-31 / 36-44)
- Sebastian Vettel (Red Bull-Renault) : 6 tours (15-16 / 32-35)
- Nico Rosberg (Williams-Toyota) : 1 tour (17)

## Classements généraux à l'issue de la course
| Pos | Pilote               | Écurie               | Points |
| --- | -------------------- | -------------------- | ------ |
| 1   | Jenson Button        | Brawn-Mercedes       | 72     |
| 2   | Rubens Barrichello   | Brawn-Mercedes       | 56     |
| 3   | Sebastian Vettel     | Red Bull-Renault     | 53     |
| 4   | Mark Webber          | Red Bull-Renault     | 51,5   |
| 5   | Kimi Räikkönen       | Ferrari              | 34     |
| 6   | Nico Rosberg         | Williams-Toyota      | 30,5   |
| 7   | Lewis Hamilton       | McLaren-Mercedes     | 27     |
| 8   | Jarno Trulli         | Toyota               | 22,5   |
| 9   | Felipe Massa         | Scuderia Ferrari     | 22     |
| 10  | Heikki Kovalainen    | McLaren-Mercedes     | 17     |
| 11  | Timo Glock           | Toyota               | 16     |
| 12  | Fernando Alonso      | Renault              | 16     |
| 13  | Nick Heidfeld        | BMW Sauber           | 10     |
| 14  | Giancarlo Fisichella | Force India-Mercedes | 8      |
| 15  | Robert Kubica        | BMW Sauber           | 8      |
| 16  | Sébastien Buemi      | Toro Rosso-Ferrari   | 3      |
| 17  | Sébastien Bourdais   | Toro Rosso-Ferrari   | 2      |

| Pos | Écurie               | Points |
| --- | -------------------- | ------ |
| 1   | Brawn-Mercedes       | 128    |
| 2   | Red Bull-Renault     | 104,5  |
| 3   | Ferrari              | 56     |
| 4   | McLaren-Mercedes     | 44     |
| 5   | Toyota               | 38,5   |
| 6   | Williams-Toyota      | 30,5   |
| 7   | BMW Sauber           | 18     |
| 8   | Renault              | 16     |
| 9   | Force India-Mercedes | 8      |
| 10  | Toro Rosso-Ferrari   | 5      |

## Statistiques
- 4e pole position de sa carrière pour Giancarlo Fisichella. Sa précédente pole position remontait au Grand Prix de Malaisie 2006.
- 18e victoire de sa carrière pour Kimi Räikkönen.
- 210e victoire pour Ferrari en tant que constructeur.
- 211e victoire pour Ferrari en tant que motoriste.
- 1re pole position pour l'écurie Force India pour son 29e Grand Prix.
- 1ers tours en tête d'un Grand Prix pour l'écurie Force India grâce à Giancarlo Fisichella.
- 1ers points et 1er podium pour l'écurie Force India grâce à Giancarlo Fisichella.
- Heikki Kovalainen, en se classant 6e passe la barre des 100 points inscrits en Grands Prix.
- 40e arrivée consécutive parmi les pilotes classés et 32e arrivée consécutive en recevant le drapeau à damier pour Nick Heidfeld qui établit deux nouveaux records.
- 51e et dernier Grand Prix pour Luca Badoer qui retrouve son poste de pilote-essayeur chez Ferrari.
- Force India ayant marqué 8 points, toutes les équipes engagées ont désormais inscrit des points au championnat du monde des constructeurs.
- Quatre des cinq pilotes les plus capés de la discipline encore en activité s'élancent des deux premières lignes (Rubens Barrichello compte 279 départs, Jarno Trulli 210, Giancarlo Fisichella 223 et Nick Heidfeld 161).
- Jenson Button était le dernier pilote à avoir inscrit des points lors de l'ensemble des Grands Prix de la saison. Son abandon met fin à une série de onze courses dans les points.